# Mortal Mind Creation
Mortal Mind Creation è il terzo album in studio del gruppo power metal finlandese Celesty, pubblicato nel 2006.

## Tracce
1. Lord of Mortals – 4:23
2. Unreality – 5:04
3. Demon Inside – 6:40
4. War Creations – 4:30
5. Empty Room – 5:23
6. Among the Dreams – 4:36
7. Back in Time – 4:08
8. Arrival – 4:43
9. Last Sacrifice – 5:24

## Formazione
- Jere Luokkamäki – batteria
- Juha Mäenpää – tastiera, piano
- Teemu Koskela – chitarra
- Tapani Kangas – chitarra
- Ari Katajamäki – basso
- Antti Railio – voce